# Barbital
Barbital (tudi barbiton) je prva izmed učinkovin iz skupine barbituratov, ki je prišla na tržišče. Od leta 1904 in do sredine 30-ih let se je uporabljal kot uspavalo.
Kemijsko ime spojine je dietilmalonil sečnina ali dietilbarbiturna kislina. Barbital so sintezno pridobivali s kondenzacijo estra dietilmalonske kisline s sečnino v prisotnosti natrijevega etilata ali z reakcijo med etil jodidom in srebrovo soljo malonilsečnine. Barbital je bel, kristalinični prašek rahlo grenkega okusa ter brez vonja. Njegova kemijska formula je C8H12N2O3.
Barbital sta prva sintetizirala nemška kemika Hermann Emil Fischer in Joseph von Mering leta 1902. Odkritje sta objavila leta 1903 in leta 1904 ga je farmacevtsko podjetje Bayer dalo na trg pod zaščitenim Veronal®. Zdravilo je predstavljalo velik napredek pri tedanjih uspavalih. Njegov terapevtski odmerek je bil veliko nižji od toksičnega odmerka in izkazoval je malo stranskih učinkov. Slabost barbitala je ta, da se po daljšem času pojavi toleranca, torej je za enak učinek potreben vedno višji odmerek. Zaradi tega so bolniki pogosto jemali previsoke odmerke in pogoste so bile zastrupitve tudi s smrtnim izidom.